# Gremi de Marejants de Tarragona
El Gremi de Marejants – Societat Marítima i Protectora de Tarragona és una entitat de Tarragona que té els seus orígens a la Baixa Edat Mitjana i que ha conservat una estreta vinculació al mar. Fa una tasca social i cultural destacada que comporta la participació, al llarg de tres segles, a la Setmana Santa tarragonina. Les seves iniciatives han contribuït a la projecció de la ciutat. El Govern de Catalunya li concedí la Creu de Sant Jordi el 2013.